# Илия Георгиев (учен)
Вижте пояснителната страница за други личности с името Илия Георгиев.
Илия Георгиев е български учен биохимик, специалист в областта на растителната защита.

## Биография
Роден е на 14 февруари 1937 г. в Цариброд в семейството на Александър Тасев (р. 1913) и Василка Тасева (р. 1914). През 1956 г. завършва средно образование в Цариброд. Завършва Висшия селскостопански институт „Георги Димитров“ (1964), специалност Растителна защита. Постъпва в ССА — катедра „Радиобиология ветеринарно-санитарна защита“ (1972) и в катедра ОЗННС във ВИИ „Карл Маркс“ (1976). Специализира в СССР (1981-1983, 1984). Ползва немски, сръбски, хърватски и руски език. Придобива научна степен „доктор“ (1984). Избран е за доцент (1987). Ръководи Радиохимическа лаборатория (1983). Председател на Университетския синдикат (1990-2005). Чете лекции по защита на растителните ресурси; защита на стопанските обекти и регионални екологични конфликти.

## Научни интереси
Защита на стопанските и селскостопанските обекти от СБ и КПА, вредители по растенията и складираните продукти, екологични проблеми и устойчиво развитие.

## Основни публикации
1. Екология и устойчиво развитие — София: УИ „Стопанство“, 1999, 226 с. (в съавторство).
2. Защита на зеленчуковите култури от вредители — Пловдив, 2000.
3. Защита на зеленчуковите култури от болести и неприятели — София: ИПК РАЦИО-90, 1998, 127 с.
4. Защита на трайните култури от болести и неприятели — София: УИ „Стопанство“, 1996, 148 с.
5. Защита на трайните култури от болести и неприятели — София: УИ „Стопанство“, 1997, 113 с.
6. Наука — производство — реализация – 2 изд. – София: Партиздат, 1985, 256 с.
7. Оценка на радиационната обстановка в обекти на селското стопанство — София: ГО-ОЗННС, 1985
8. Проучване и анализ на икономическата ефективност при нестандартно хранене на птици с фуражи, облъчени с гама лъчи — София: УНСС, 1998, 22 л. (авт. колектив)
9. Управление на инфраструктурната база — София: УИ „Стопанство“, 2000, 91 с. (в съавторство)
10. Управление на инфраструктурни проекти — София, 2004, 174 с.

## Научни студии, статии и доклади
- Екология и устойчиво развитие. // Международна научна конференция (Ниш, Сърбия), 1997
- Някои особености в организацията и управлението на селскостопанското производство за устойчивото му функциониране при специфични условия. // Научни трудове на ВИИ „Карл Маркс“, 1983, №5, 239-272 с.
- Някои особености при организирането и провеждането на спасителните и неотложновъзстановителните работи в обекти на селското стопанство. // Научни трудове на ВИИ „Карл Маркс“, 1985, №5, 101-128 с. (в съавторство)
- Организационни и защитни мероприятия на гражданската отбрана при поражение на растенията с биологични средства. // Научни трудове на ВИИ „Карл Маркс“, 1988, №5, 113-140 с.
- Основни замърсители на почвите. // Международна научна конференция (Прилеп, Република Македония), 2000